# Safia divaricata
Safia divaricata là một loài bướm đêm trong họ Noctuidae.